# 馮之圖
馮之圖（1591年—1677年），字書先，號密菴，湖廣武昌府興國州永城里人，明朝政治人物。

## 生平
馮之圖早有寫文章的名聲，萬曆四十六年（1619年）中鄉試副榜，與陳際泰、黎元寬一同學習，中天啓七年（1627年）丁卯科湖廣鄉試第五十六名舉人，崇禎七年（1634年）成進士，先在兵部觀政，後在九年（1636年）獲授戶部山東司主事，管理大通橋，十年（1637年）升任署山東司郎中事，當時剛設立新餉司，收兌沒有成例，運戶不便，他察覺當中有弊端，因此有稅即收，不許留難人民，令中飽私囊者消失，而通惠河水乾涸，漕船不能前進艘，他就到天津監督之，崇禎帝書其名於屏風以示褒獎。
崇祯十二年（1639年）馮之圖外任福建漳南道參議，遇上武平清流山寇肆虐，他力求招撫，又巡視海上，晝夜戒嚴，地方安寧，有廉幹聲譽，卻在大計被貶謫而辭官回鄉；明末地方混亂，有賊人鄭大發盤踞太平山作亂，他連同下江防道副使洪天擢平定，婉拒朝廷薦用，自號鹿門老樵，年八十七歲去世，著有《谿聲堂制藝》、《易老堂詩文集》流傳，清朝康熙十九年（1680年）在湖廣巡撫張朝珍奏請下入祀鄉賢祠。

## 家族
曾祖馮興禮，祖馮錤，父馮守棣。

## 引用
1. ↑  《崇禎七年甲戌科進士三代履歷》：馮之圖，曾祖興禮，祖錤，父守棣，密菴，易三房，庚子年十二月初六日生，武昌府興國州人，會試七名，二甲五十六名，兵部觀政，丙子授戶部山東司主事，丁丑管大通橋，升山東司郎中，己卯升福建漳南道【參議】，辛巳京察。
2. 1 2  光緒《興國州志·卷二十·人物志》：馮之圖，字書先，永城里人，負文名，中萬厯戊午副榜，與陳際泰、黎元寬諸人遊，天啟丁卯舉鄉試，崇禎甲戌成進士，任戶部主事署郎中事，時設新餉司，收兌無成法，運戶弗便，之圖察其弊，有到即收無許留難，一時中飽者斂迹。通惠河水涸，漕艘不前，之圖至天津督之，懷宗書其名於屏，旋擢漳南道參議，會武平清流山寇竊發，撫軍主勦，之圖推至誠撫之；兼攝守道，駐節海上，晝夜戒嚴，沿海以安，一時有廉幹稱，而風節矯矯大計竟謫官歸。明季地方不靖，有鄭大發踞太平山作亂，之圖偕下江防道洪天擢平之，當事屢薦不起，自號鹿門老樵，卒年八十七，著有《谿聲堂制藝》、《易老堂詩文集》行世，國朝康熙十九年湖廣巡撫張朝珍奏請，崇祀鄉賢祠。
3. ↑  錢海岳《南明史·卷八十七·列傳第六十三》：時武、漢、黃、承遺臣：……興國則馮之圖，字書先，崇禎七年進士。授戶部主事，署郎中。察新餉司弊收之，中飽者斂跡。通惠水涸，漕舟不前，躬旨津督之。上書名於屏。出為漳南參議，撫武清山寇。坐事謫歸，平大平山亂。數薦不起，卒年八十七。